# オデュッセウス (クレーター)

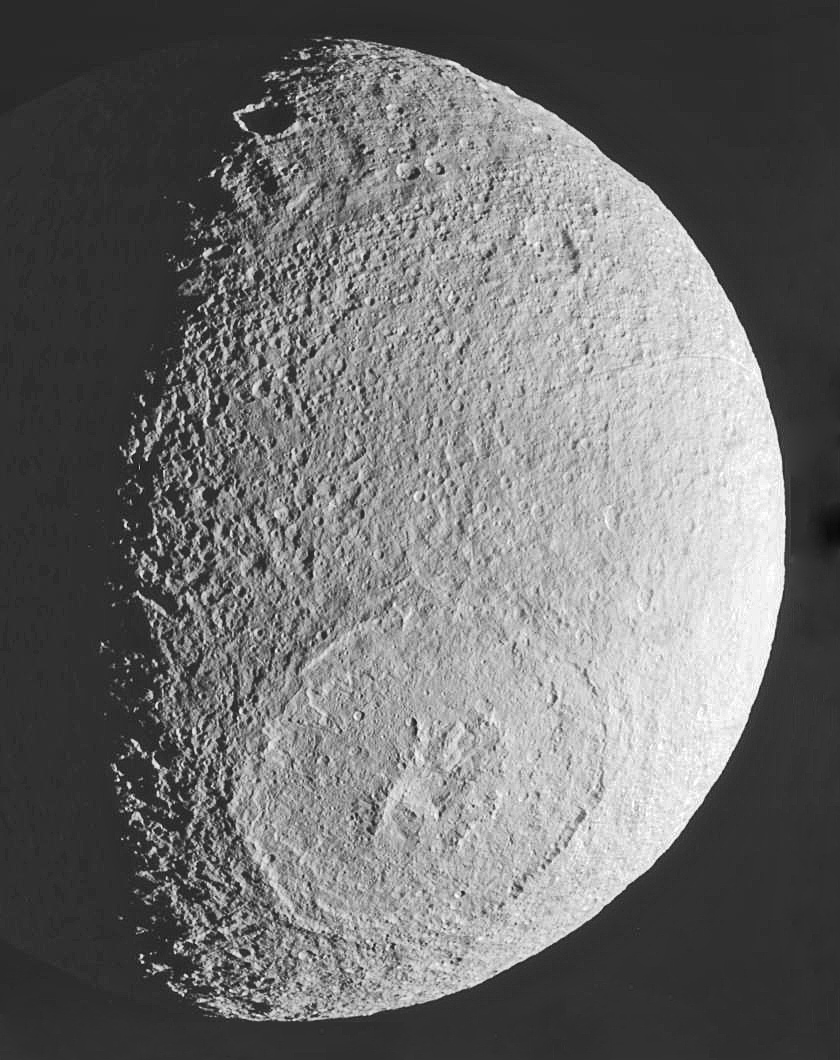
2010年2月14日に土星探査機カッシーニが撮像したテティスの画像。下部に大きく広がるクレーター地形がオデュッセウスである。

オデュッセウス (Odysseus) は、土星の衛星テティス最大のクレーター。その直径（445 キロメートル (km)）はテティス自身の直径 (約1,062 km) の40％以上に当たるなど、天体に対する比率では最大級のものの1つである。中心の緯度は北緯32.8°、経度は西経128.9°と、テティスの北西部に位置している。1981年9月1日にアメリカ航空宇宙局 (NASA) の惑星探査機ボイジャー2号が土星をフライバイした際に発見され、1982年にホメロスの『イーリアス』や『オデュッセイア』に登場する古代ギリシャの英雄オデュッセウスにちなんで命名された。

## 地質学

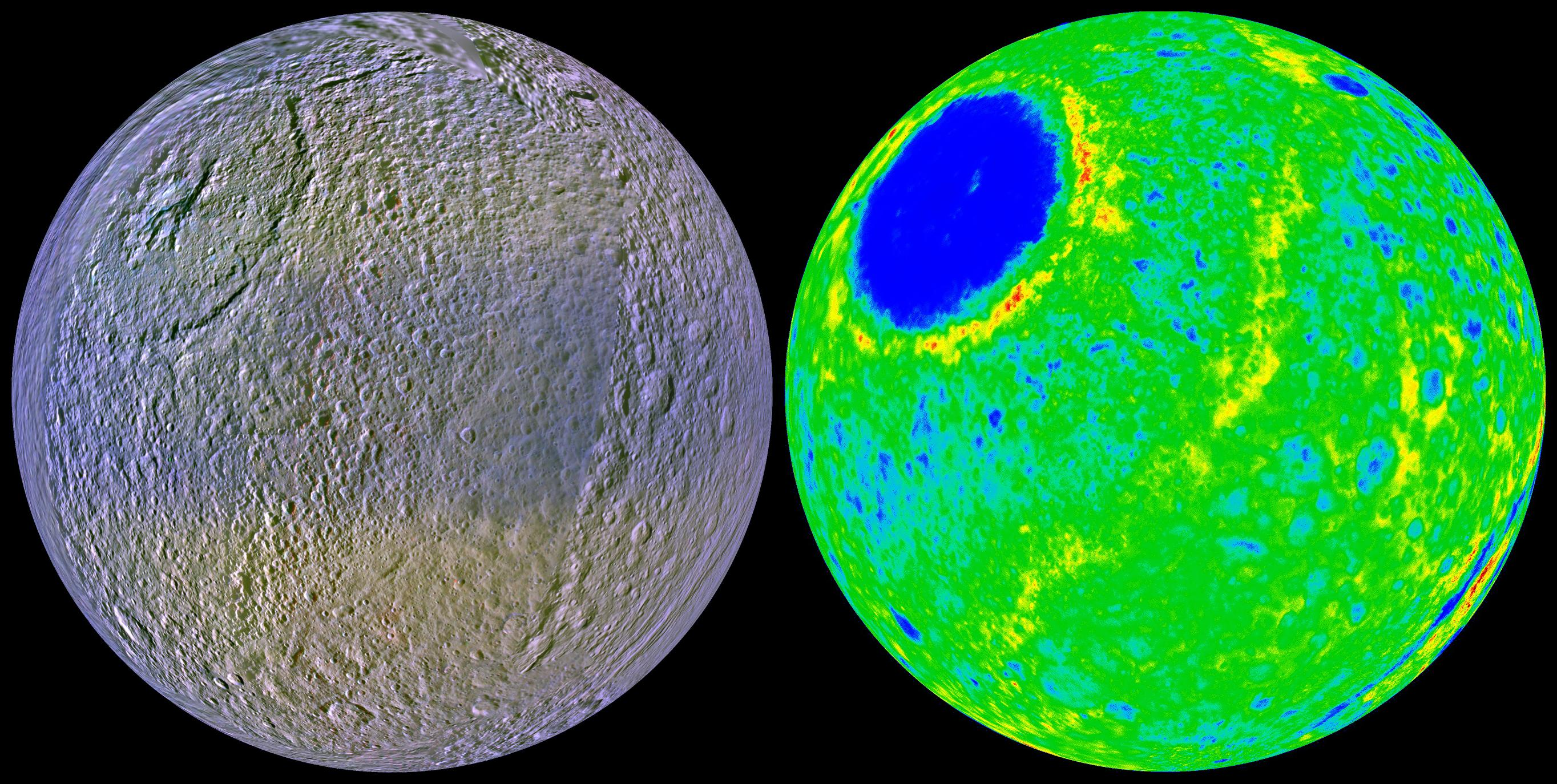
カラーマップと標高図

オデュッセウス・クレーターは、その大きさの割には非常に平坦で、より正確には、クレーターの床面はテティスの平均球面に沿って湾曲している。この湾曲は、クレーターが生まれた後に地質学的な時間を経る中で、テティスの氷の地殻の粘性緩和によって生じたものであると考えられている。オデュッセウスの床面がテティスの平均半径より約3 km下にある一方で、その外縁部は平均半径より約5 km上にある。この6 - 9km程度の浮き上がりは、このような大きなクレーターとしてはあまり高いものではない。クレーターの外縁部は、床面に到達するまで約100kmにわたって広がる円弧状の崖で構成されている。オデュッセウスから放射状に伸びる地溝の中には、幅10 - 20km、長さ数百kmのものがいくつかあり、これらは衝突によって生じた地殻の亀裂である可能性が高い。中でも「オギュギア・カズマ (Ogygia Chasma)」と呼ばれるものがよく目立つ。オデュッセウスの中央にある山地シェリア・モンテス (Scheria Montes)は、クレーターの底面から2 - 3 kmの高さの山塊に囲まれた地形で、中央に深さ2 - 4 kmの穴のような窪みを持つ。
オデュッセウスは、生成時は現在よりも深く、外縁部には高い山があり、中央には山頂がそびえていたと思われる。しかし、時間の経過とともに、クレーターの底がテティスの重力ポテンシャル面のような球面になり、クレーターの縁や中央の山が崩れた。このような地形の変化は、木星の衛星カリストやガニメデでも見られる。このことから、オデュッセウスが衝突した当時のテティスは、地形が崩れるほど温かく柔軟で、内部は液体であった可能性が示唆される。もし衝突時にテティスがもっと冷たくて脆かったら、テティスは粉々になっていたかもしれないし、たとえ崩壊を免れたとしても、第1衛星ミマスにあるクレーターハーシェルと同じように、クレーターは現在もその形を保っていたと思われる。

## イサカ・カズマとの関連

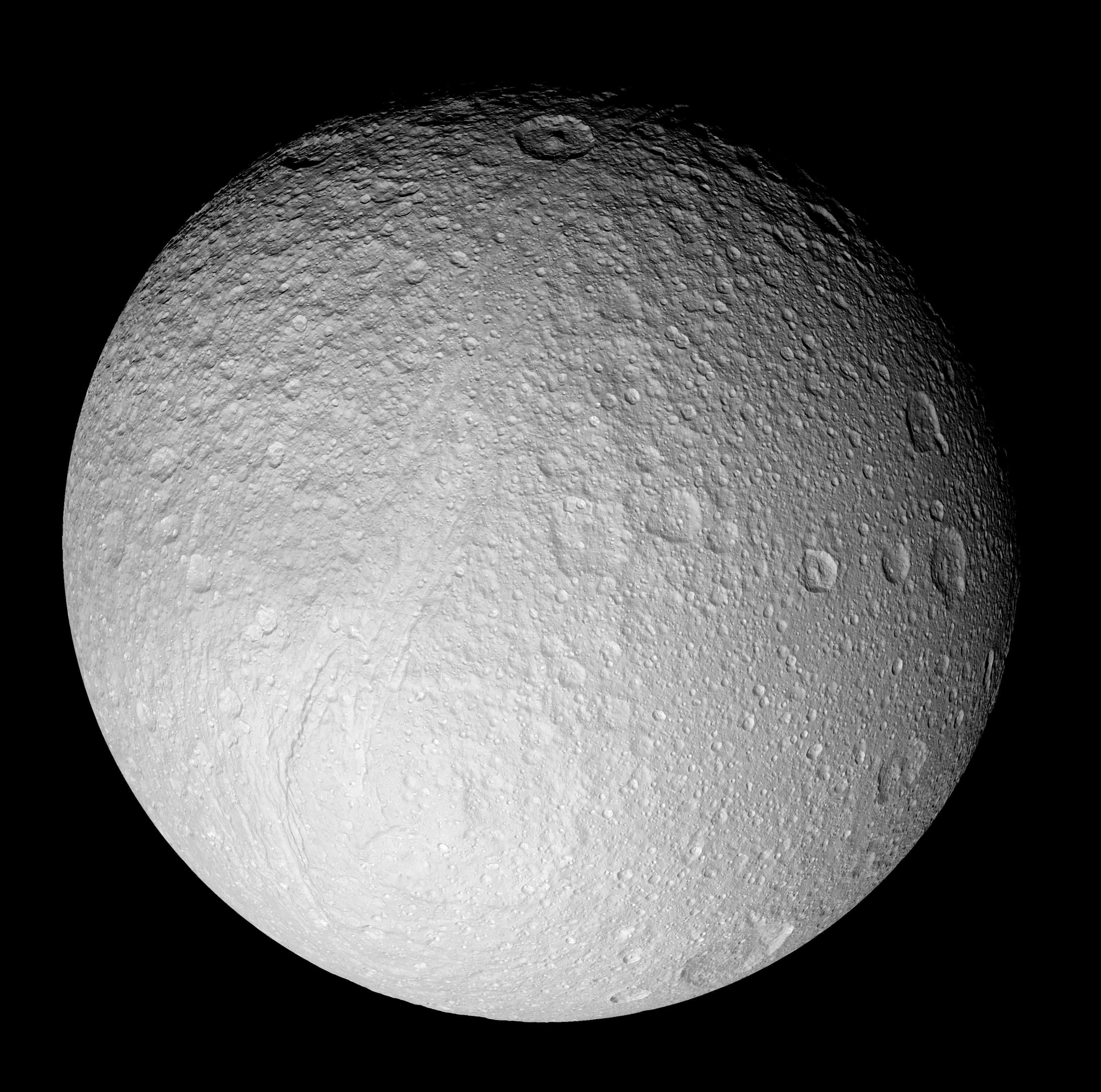
2005年9月24日に土星探査機カッシーニが撮像したテティスの画像。中央から左下へと走る地溝がイサカ・カズマ。

オデュッセウス・クレーターの対蹠地近くにある「イサカ・カズマ (Ithaca Chasma)」と呼ばれる巨大な地溝は、オデュッセウスの中心付近に極を持つ大円にほぼ沿った形で位置していることから、オデュッセウス・クレーターを生んだ小天体の衝突によって形成されたとする仮説が出されていた。しかし、NASAの土星探査機カッシーニの高解像度画像を用いた研究では、オデュッセウス・クレーター内部のクレーター数がイサカ・カズマよりも少ないことから、イサカ・カズマが形成された年代のほうがより古いと考えられている。